# Andrianampoinimerina
Andrianampoinimerina (malagassiska: [anˈɖʐianˌmpuʲnˈmerʲnə̥]), född 1745 i Ikaloy i Merina, död 1810 i Antananarivo i Merina, var kung över Merinariket på Madagaskar cirka 1787–1810. Hans regering var startpunkten för det då lilla Merinariket som grundades mot slutet av 1500-talet Ikopadalen på centralplatån. Antananarivo blev huvudstad i riket. Under 1700-talet delades riket upp under fyra kungar och 1797 lyckades Andrianampoinimerina få kontrollen och ena kungariket igen. Han stiftade lagar och skapade en gemensam administration i riket. Han segrade över sina grannar, Betsileo, med hjälp av vapen som finansierat med hjälp av fransk slavhandel. Vid Andrianampoinimerinas död efterträddes av hans son, Radama I.